# Kiełczyna
Kiełczyna – wieś sołecka w Polsce położona w województwie świętokrzyskim, w powiecie staszowskim, w gminie Bogoria.
Przez wieś przebiega droga wojewódzka nr 757 z Opatowa do Stopnicy.
W latach 1975–1998 miejscowość administracyjnie należała do województwa tarnobrzeskiego.

## Współczesne części wsi
Poniżej w tabeli 1 integralne części wsi Kiełczyna (0788258) z aktualnie przypisanym im numerem SIMC (zgodnym z Systemem Identyfikatorów i Nazw Miejscowości) z katalogu TERYT (Krajowego Rejestru Urzędowego Podziału Terytorialnego Kraju).
| SIMC    | Nazwa             | Rodzaj     |
| ------- | ----------------- | ---------- |
| 0788264 | Buczyna           | przysiółek |
| 0788270 | Gościniec         | przysiółek |
| 0788287 | Kolonia Kiełczyna | przysiółek |

## Dawne części wsi – obiekty fizjograficzne
W latach 70. XX wieku przyporządkowano i opracowano spis lokalnych części integralnych dla Kiełczyny zawarty w tabeli 1.

| Nazwa wsi – miasta      | Nazwy części wsi – miasta                                                                                            | Nazwy obiektów fizjograficznych – charakter obiektu |
| ----------------------- | --- | --- |
| I. Gromada PRZYBOROWICE | | |
| 1. Kiełczyna            | 1. Buczyna 2. Gościniec 3. Kiełczyna-Kolonia 4. Kiełczyna Poduchowna 5. Senderówka 6. Skoczylas 7. Ujazd Kiełczyński | 1. Buczyna — pole 2. Gościniec — pole 3. Góry Malanowicza — las, zarośla 4. Kiełczyna-Kolonia — pole 5. Mokry Smug — pole, łąka 6. Nad Zapustą — pole 7. Senderówka — pole 8. Skoczylas — pole, las 9. Ujazd Kiełczyński — pole 10. Za Kościołem — pole 11. Zapusta — łąka 12. Zuchowiec — łąka, pole |

## Historia

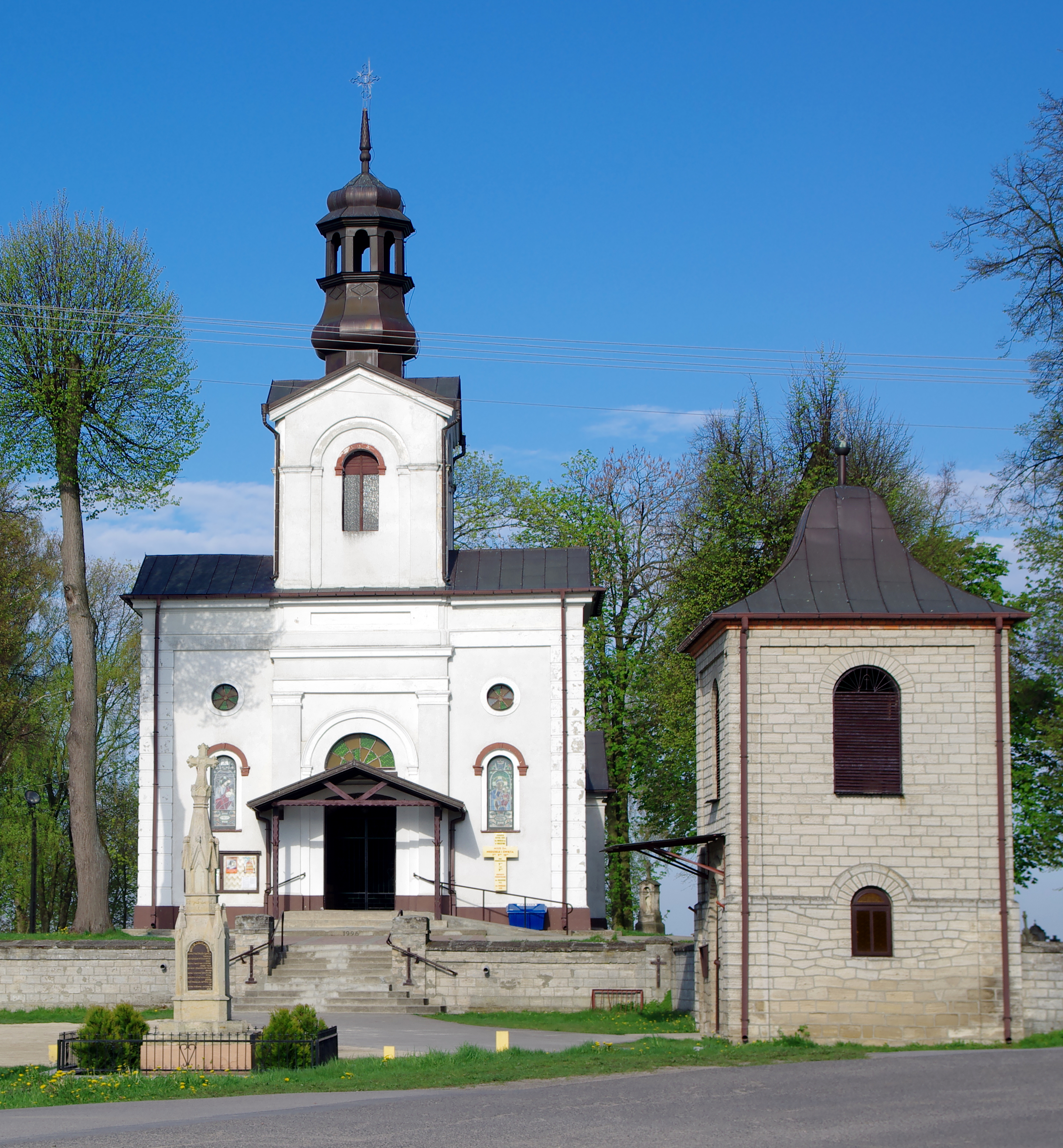
Kościół w Kiełczynie, 2014 r.

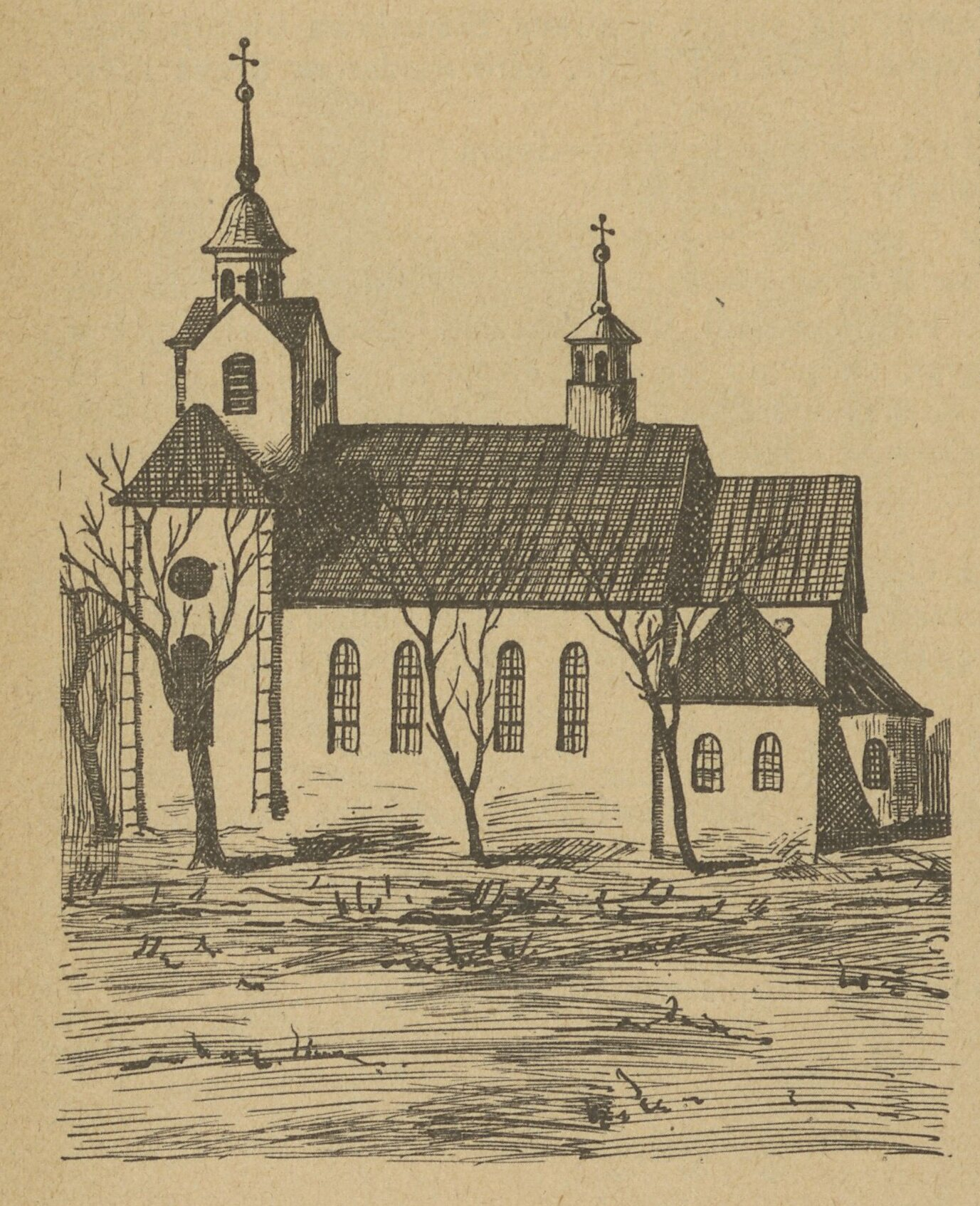
Kościół przed 1907

O kościele w Kiełczynie pisał w XV w. Jan Długosz. Była to w owym czasie budowla drewniana. W 1861 r. kościół spłonął, a na jego miejsce wzniesiono nowy murowany.
W XIX w. Kiełczyna była wsią z folwarkiem należącą do gminy Malkowice. Znajdowała się tu także wieś Kiełczyna Poduchowna. W 1827 r. miejscowość miała 16 domów i 99 mieszkańców, zaś w 1880 r. 21 domów i 120 mieszkańców. Było tu 298 morg ziemi dworskiej i 131 włościańskiej. W tym samym czasie Kiełczyna Poduchowna liczyła 17 domów, 100 mieszkańców i 52 morgi ziemi włościańskiej.

## Zabytki

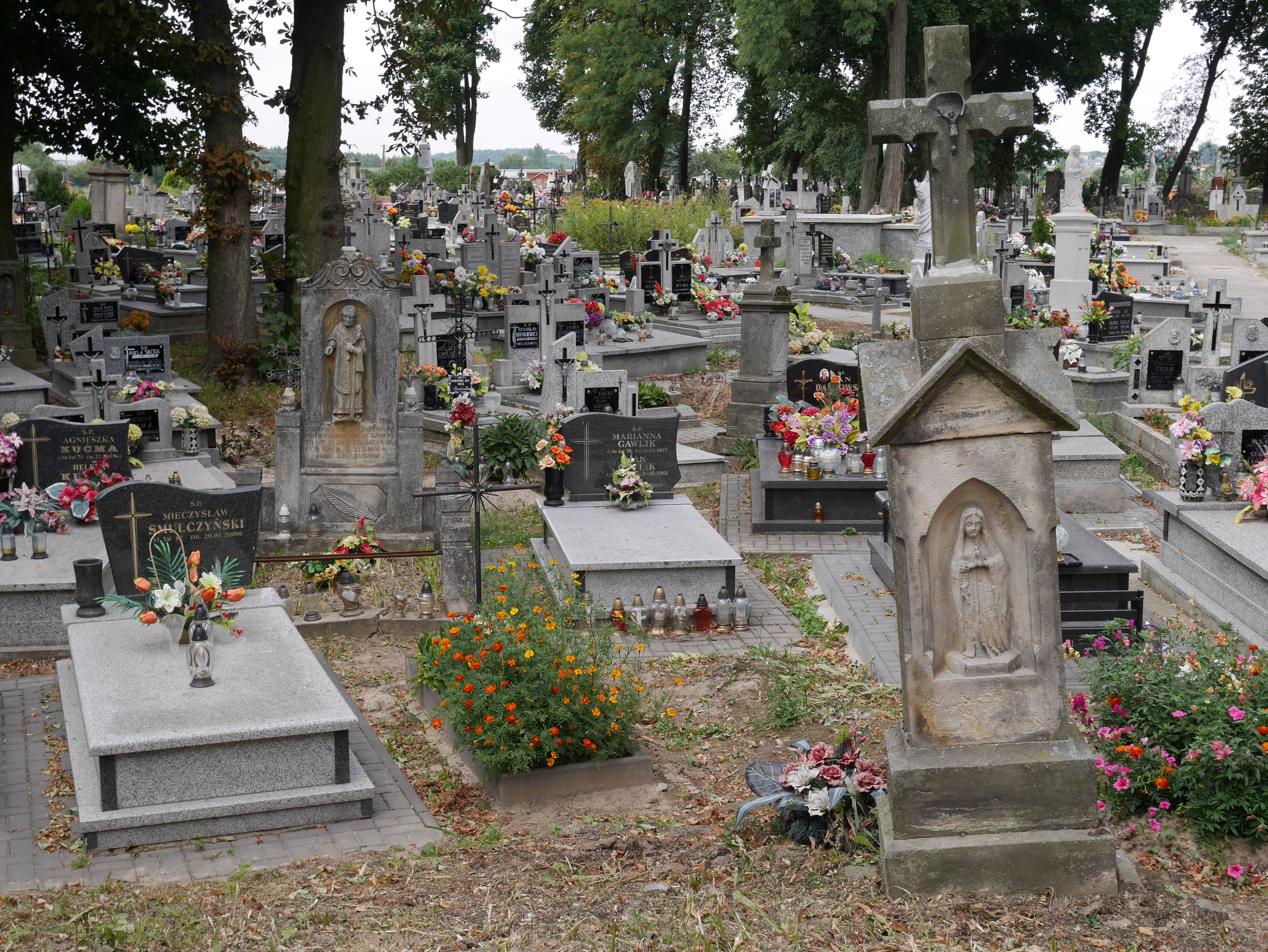
Zabytkowy cmentarz w Kiełczynie

- Najstarsza część cmentarza parafialnego została wpisana do rejestru zabytków nieruchomych (nr rej.: A.847 z 19.10.1983)[9].
- Neoromański kościół pw. św. Mikołaja Biskupa wzniesiony w latach 1861-1869 na miejscu świątyni zniszczonej w pożarze 19 września 1861 r. Jest to budowla jednonawowa z czerwonej cegły, otynkowana wewnątrz i na zewnątrz. Na chórze znajdują się sześciogłosowe organy, które  zakupiono w 1934 r. Zbudował je "organmistrz Jagodziński z Garbatki". Organy posiadają elektryczną dmuchawę oraz miech. Mają trzy głosy 8 stopowe: Bordun, Salicjonał, Pryncypał; dwa głosy 4 stopowe: Oktawa i Flet, oraz Mikstura, a także włącznik Tremolo. Kontuar (stół gry) umieszczony został w ten sposób, że osoba grająca siedzi przodem do ołtarza, a za plecami ma szafę organową.

## Literatura
- Kaczmarek Leon (red. nauk. zeszytu), Taszycki Witold (red. nauk. wyd.): Urzędowe Nazwy miejscowości i obiektów fizjograficznych. 33. Powiat staszowski województwo kieleckie. Komisja ustalania nazw miejscowości i obiektów fizjograficznych (do użytku służbowego). Z: 33. Warszawa: Urząd Rady Ministrów. Biuro do Spraw Prezydiów Rad Narodowych, 1970. Brak numerów stron w książce
- |  | Zobacz w indeksie Słownika geograficznego Królestwa Polskiego hasło Kiełczyna |
- Filip Sulimierski, Bronisław Chlebowski, Władysław Walewski, Słownik Geograficzny Królestwa Polskiego i innych krajów słowiańskich, Warszawa 1880, Tom IV, s. 39
- Diecezja Sandomierska: Parafia pod wezwaniem Świętego Mikołaja Biskupa